# Rhader Wiesen (RE)
Das Naturschutzgebiet Rhader Wiesen (RE) liegt auf dem Gebiet der Stadt Dorsten im Kreis Recklinghausen in Nordrhein-Westfalen.
Das etwa 208,6 ha große Gebiet, das im Jahr 1987 unter der Schlüsselnummer RE-001K1 unter Naturschutz gestellt wurde, erstreckt sich nordwestlich der Kernstadt Dorsten und südlich von Rhade, einem Ortsteil von Dorsten. Am östlichen Rand des aus zwei Teilflächen bestehenden Gebietes verläuft die A 31, südwestlich verläuft die B 224, südlich fließt die Lippe. Nördlich, südlich und östlich erstreckt sich das 683 ha große Naturschutzgebiet Bachsystem des Wienbaches.